# Shin’ya
Shin’ya (jap. しんや, シンヤ) – męskie imię japońskie.

## Możliwa pisownia
Shin’ya można zapisać, używając wielu różnych znaków kanji:
- 伸弥
- 進矢
- 真矢
- 真也
- 信也
- 晋也

## Znane osoby
- Shin’ya Aoki (真也), japoński grapler, zawodnik MMA
- Shin’ya Nakamura (信也), japoński gracz go
- Shin’ya Nakano (真矢), japoński motocyklista
- Shin’ya Ōtaki (進矢), japoński seiyū
- Shin’ya Sasaki, były japoński skoczek narciarski
- Shin’ya Terachi (晋也), perkusista japońskiego zespołu Dir En Grey
- Shin’ya Tsukamoto (晋也), japoński reżyser filmowy, scenarzysta i aktor
- Shin’ya Yamada (真矢), perkusista japońskiego zespołu Luna Sea
- Shin’ya Yamanaka (伸弥), japoński lekarz, biolog

## Fikcyjne postacie
- Shin’ya Aiba (シンヤ) / Cain Carter, bohater serialu Teknoman